# Душан Стефановић
Душан Стефановић (Београд, 16. новембар 1870 — Београд, 12. август 1951) био је српски генерал и министар војни Краљевине Србије на почетку Првог светског рата. По окончању рата у Краљевини Југославији наставио службу у чину дивизијског генерала као шеф војних мисија у Француској и Грчкој. Од 1924. био је канцелар краљевских ордена а од  1927. и председник Југословенског олимпијског комитета. Обе функције престао је врши 1931. године. Дугогодишњи потпредседник Дунавског кола јахача „Кнез Михајло“.

## Биографија
Рођен је 16. новембра 1870. године у Београду, од оца Павла, коњичког мајорa и мајке Милеве.
Основну школу и шест разреда гимназије завршио је у Београду. У војску је ступио као питомац 20. класе Војне академије, 1. септембра 1887. године. Током школовања прошао је све војничке чинове од каплара у који је унапређен 15. марта 1888, преко поднаредника који је постао 1. октобра 1888. до наредника у који је унапређен 15. септембра 1889. године. Школовање је завршио 15. септембра 1890. године, као седми у рангу, када је произведен у чин артиљеријског потпоручника. Октобра 1892. изабран је конкурсом за слушаоца 4. класе, Вишег курса Војне академије а школовање је завршио јуна 1894. године. Оженио се 1902. године Маром, кћерком Косте Поповића, генералштабног пуковника. Деце није имао. Ради изучавања језика и практичне обуке у трупи, 1. маја 1907. године, одобрено му је одсуство за боравак у Француској, где је био у пешадијским јединицама у Паризу и Тулузу, до октобра 1908. године.

## Активна служба
По завршеној Војној академији, одређен је за водника у батерији 1. дизивизиона Моравског артиљеријског пука. На тој дужности је остао до 1. октобра 1892. године. По окончању усавршавања враћен је 1894. године, у Моравски артиљеријски пук за водника 2. дивизиона. Водник и наставник у артиљериској Подофицирској школи је од 2. октобра 1894. године. За вршиоца дужности командира батерије у 2. дивизиону Тимочког артиљеријског пука одређен је 8. октобра 1896, а већ 30. октобра, по потреби службе, као приправник за генералштабну струку, премештен је у Главни генералштаб. По завршеној припреми за генералштабну струку, 15. октобра 1898. године, постављен је за помоћника начелника Штаба команде Шумадијске дивизијске области. За орднонанс официра краља Милана Обреновића, тада команданта Активне војске, постављен је 22. фебруара 1900. године. На тој дужности је до 1. августа исте године а од 16. јула, је помоћник начелника Штаба команде Дунавске дивизијске области.
У пешадијским јединицама је командант батаљона: од 5. марта 1901. у 17. пешадијском пуку, од 31. јула у 2. пешадијском пуку а од 3. фебруара 1902. године и у 6. пешадијском пуку. Априла 1902. године премештен је за вршиоца дужности начелника Штаба команде Коњичке дивизије, до 11. октобра исте године када је премештен у Команду активне војске. У команди је био на дужности шефа Извештајног одсека генералштабног одељења до 10. априла 1904, када је премештен за вршиоца дужности шефа Изевештајног одсека Операцијског одељења Генералштаба. Крајем марта 1905. поново се, на једно време, враћа у трупу. Прво је 31. марта постављен за вршиоца дужности команданта 12. пешадијског пука, а затим 18. маја 1906. за вршиоца дужности команданта 11. пешадијског пука. На тој дужности је до 30. септембра 1906. године. Затим је, до 29. марта 1907, шеф Унутрашњег одсека Операцијског одељења Главног генералштаба, када је разрешен дужности и стављен на располагање министру војном. По повратку са усавршавања у Француској, постављен је прво за команданта 1. пешадијског пука, 8. октобра 1908. Септембра 1911. преведен је из генералштабне у пешадијску струку са истим чином а 2. априла 1912. постављен је за команданта 8. пешадијског пука.

### Балкански, Први светски рат и Краљевина Југославија
Током Балканских ратовима командује 8. пешадијским пуком да бих након завршетка Другог балканског рата био одређен 15. августа 1913. за председника комисије за разграничење са Грчком. Реконструкцијом владе Николе Пашића, 4. јануара 1914. постављен је за министра војног. на тој дужности је остао до 22. новембра исте године, када је стављен на располагање. За војног изасланика у Француској постављен је 1. фебруара 1915. године. Јуна 1918. поставен је и за шефа Војне мисије Србије у Француској, што обавља до јуна 1919. године, када се вратио у земљу. После рата био је управник двора до 9. новембра 1919. године, када је смењен и стављен под истрагу због афере са грађевинским материјалом. Дана 1. јануара 1920. године, постављен је за помоћника команданта Треће армијске области а од 1. октобра је био на истој дужности у Другој армијској области. У том периоду био је владин делегат и комесар у Комисији за разграничење са Бугарском. За војног изасланика у Грчкој постављен је 4. новембра 1921. године и на тој дужности до 17. септембра 1923. а затим стављен поново на располагање. Од 17. јануара 1924. постављен је за канцелара Краљевских ордена. Поново је био председник комисије али овог пута за обнову граница са Грчком током 1928. до 1929. године. По окончању ове дужности 11. априла 1929. године је пензионисан, a 1931. престао да врши функцију канцелара Краљевских ордена.
Током Другог светског рата живео је пензионерским животом, не мешајући се у политику за време окупације Краљевине Југославије. Након ослобођења у новоформираној Југославији живео је у Београду. Преминуо је 12. августа 1951. године и сахрањен је на Топчидерском гробљу.

## Унапређење у чинове
| Питомац Каплар | Питомац Поднаредник | Питомац Наредник    | Потпоручник         | Поручник            | Капетан Друге класе |
| -------------- | ------------------- | ------------------- | ------------------- | ------------------- | ------------------- |
|                |                     |                     |                     |                     |                     |
| 15. март 1888. | 1. октобар 1888.    | 15. септембар 1889. | 15. септембар 1890. | 26. септембар 1893. | 22. фебруар 1897.   |

| Капетан Прве класе | Мајор           | Потпуковник      | Пуковник         | Генерал           | Дивизијски генерал |
| ------------------ | --------------- | ---------------- | ---------------- | ----------------- | ------------------ |
|                    |                 |                  |                  |                   |                    |
| 22. фебруар 1899.  | 2. август 1902. | 15. август 1908. | 13. јануар 1913. | 21. октобар 1918. | 21. октобар 1923.  |

## Одликовања

### Домаћа одликовања
- Орден Карађорђеве звезде 3. и 4. реда
- Орден Карађорђеве звезде са мачевима 4. реда
- Орден Белог орла 2, 4. и 5. реда
- Орден Белог орла са мачевима 3. реда
- Орден Таковског крста 4. и 5. реда
- Орден Југословенске круне 3. реда
- Орден Светог Саве 1. реда
- Орден Црвеног крста
- Медаља за војничке врлине
- Сребрна медаља за храброст
- Споменице балканских ратова 1912—1913.
- Споменица Првог светског рата 1914—1918.
- Споменица Краља Петра I

### Инострана одликовања
- Орден за војничке заслуге 3. реда, Бугарска
- Орден Феникса са лентом 1. реда, Грчка
- Орден Светог Спаситеља 3. реда, Грчка
- Орден Легије части 3. и 4. реда, Француска
- Орден за војничке заслуге 2. реда, Шпанија
- Орден Христовог гроба 1. реда
- Медаља за војничке врлине, Грчка
- Ратни крст 1914—1918, Француска